# Sicard VI de Lautrec
Pour les articles homonymes, voir Sicard de Lautrec.
Sicard VI de Lautrec (1200 - 1235) dit Capbertran, est vicomte de Lautrec, de 1219 à 1226 (ou 1235). Il est aussi seigneur de Montredon, de Saint-Germier, d'Ambres et de Montfa. Néanmoins, il ne possède que la moitié de la vicomté de Lautrec, partageant le domaine avec son frère Bertrand Ier.

## Biographie
Membre de la famille de Lautrec, Sicard VI est le fils de Frotard III de Lautrec.
Il combat au cours de la croisade des albigeois pour les croisés, aux côtés de Simon de Montfort et de Robert de Mauvoisin, dont il a épousé la sœur, Agnès. Son frère Bertrand Ier de Lautrec s'étant rallié aux cathares et combattant contre lui, il semble que cette stratégie soit un moyen de préserver l'intégrité de la famille de Lautrec : ainsi, si l'un ou l'autre des partis gagne, il y aura toujours un des frères parmi les vainqueurs.
Ainsi, en 1219, il est présent à la bataille de Baziège. Il parvient à réchapper au massacre qui s'ensuit, et revient à Lautrec, alors que son père vient de mourir. Il obtient en héritage la moitié de la vicomté, soit « l’est, le sud-est et l’ouest du Lautrécois avec les châteaux d’Ambres, de Fiac, des Touelles et de Graulhet et les villages fortifiés de Montfa et de Saint-Germier ».
En 1224, Sicard VI s'éloigne des croisés, et lie des liens avec Raimond VII de Toulouse. Ainsi, il est mentionné à ses côtés dans le Quercy et dans l'Albigeois, mais aussi à Salvagnac. Après la soumission du Languedoc en 1226, la vicomté de Lautrec est confisqué aux deux frères par Louis VIII. Selon l'historien Philippe Zalmen Ben-Nathan dans La vicomté de Lautrec au Moyen âge, Sicard VI parvient à récupérer ses terres dès la fin de cette même année. Néanmoins, une seconde version affirme que la vicomté n'est récupérée qu'en 1238, et ce par la femme de Sicard VI, celui-ci étant mort trois ans avant.
En effet, Sicard VI de Lautrec meurt finalement en 1235. Il est inhumé à Lautrec, au couvent des Cordeliers.

## Descendance
Sicard VI de Lautrec épouse en 1220 Agnès de Mauvoisin (1201 - 1242), dont il a huit enfants. Il partage la vicomté entre quatre de ses fils, ce qui implique une division considérable du patrimoine familial.
- Pierre II de Lautrec, co-vicomte de 1235 à 1267, mort sans héritier ;
- Isarn IV de Lautrec, co-vicomte de 1235 à 1275 ;
- Bertrand II de Lautrec, co-vicomte de 1235 à 1290 ;
- Amalric Ier de Lautrec, co-vicomte de 1235 à 1295 ;
- Frotard IV de Lautrec ;
- Sicard VIII de Lautrec ;
- Gui de Lautrec, dit l'Albigeois ;
- Béatrix de Lautrec, qui épouse le puissant Sicard Alaman.

## Théories sur sa naissance
Selon une historiographie du XVIIe siècle, Bertrand Ier et son frère Sicard VI ne seraient pas les fils de Frotard III de Lautrec, mort sans postérité, mais ceux d'Alix de Lautrec (sœur de Frotard III) et de Baudouin de Toulouse, vicomte de Bruniquel et frère du comte Raymond VI de Toulouse. Néanmoins, cette thèse est démentie par l'historien Philippe Zalmen Ben-Nathan, qui se base sur une archive plus ancienne de 1455. Celle-ci, écrite par Michel de Bernis, archiviste des comtes de Foix, prouve que Frotard III de Lautrec est bien le père de Sicard VI et de Bertrand Ier. Ceci est confirmé par la découverte d'une généalogie de la même époque allant en ce sens, dans les archives du Tarn.
Cette tradition selon laquelle la famille de Lautrec serait à partir de Frotard III issu de la maison de Toulouse a laissé des traces dans l'histoire : en effet, quelques générations plus tard, Pierre III de Lautrec se fera appeler de Toulouse-Lautrec, justifiant ce nom en déclarant descendre des de Toulouse. Ce nom restera, et la branche de Toulouse-Lautrec est la dernière subsistante aujourd'hui. De plus, le célèbre peintre Henri de Toulouse-Lautrec est donc issu de cette ramification.